# Stamboom Ernst Casimir van Oranje-Nassau (1822)
Dit is de stamboom van Ernst Casimir van Oranje-Nassau (1822).
| Stamboom Ernst Casimir van Oranje-Nassau (1822) | Stamboom Ernst Casimir van Oranje-Nassau (1822)                | Stamboom Ernst Casimir van Oranje-Nassau (1822)                                                |
| ----------------------------------------------- | -------------------------------------------------------------- | ---------------------------------------------------------------------------------------------- |
| Grootouders                                     | Willem I (1772-1843) x 1791 Wilhelmina van Pruisen (1774-1837) | Paul I Romanov (1754-1801) x 1776 Sophia Dorothea van Württemberg (1759-1828) Maria Fjodorovna |
| Ouders                                          | Willem II (1792-1849) x 1816 Anna Romanov (1795-1865)          | Willem II (1792-1849) x 1816 Anna Romanov (1795-1865)                                          |
| Ernst Casimir van Oranje-Nassau (1822)          |                                                                |                                                                                                |
| Kinderen                                        | -                                                              | -                                                                                              |